# 黑瞳少年

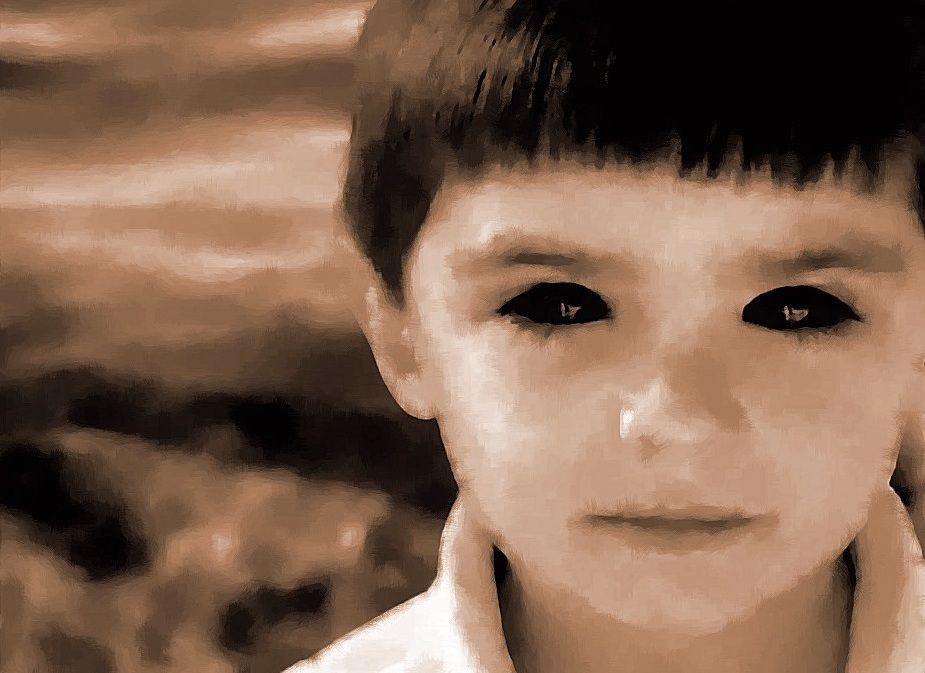
艺术家对黑眼小孩的印象

黑瞳少年（或黑眼小孩）是一个美国当代超常現象的都市傳說，长得很像6岁到16岁的白皮肤、黑眼珠小孩,据称他们会在路上搭便车、乞讨、或是来到民宅的门口。